# Agustín Muñoz, Duque de Tarancón
Agustín María Raimundo Fernando Longinos Muñoz e Bourbon (Madrid, 15 de março de 1837 – Rueil-Malmaison, 15 de julho de 1855) foi o terceiro filho da rainha regente Maria Cristina de Bourbon-Duas Sicílias e de seu segundo marido Agustín Fernando Muñoz y Sánchez. Foi duque de Tarancón Grande de Espanha, visconde de Rostrollano e efêmero pretendente ao trono do Equador.

## Biografia
Sua mãe ficou viúva em 1833 pelo rei Fernando VII. O monarca designou-a em seu testamento como "Governadora do Reino", posição que seria confirmada pelas Cortes Constituintes em 1836 e para a qual a nomearia regente durante a menoridade de sua filha, Isabel. Em 28 de dezembro do mesmo ano em que ficou viúva, contraiu em segredo um casamento morganático com um sargento da guarda real, Agustín Fernando Muñoz y Sánchez. Esse casamento chocou a sociedade da época.
Depois de duas meninas, Maria Amparo e Maria dos Milagres, Agustín foi o primeiro varão deste segundo casamento da rainha. Foi batizado pelo tenente do padre Martín Fernández Campillo em 30 de abril, na Igreja Paroquial de San José, em Madrid, recebendo os nomes de Agustín María Raimundo Fernando Longinos. A fim de manter sua identidade em segredo, nos documentos eclesiásticos, Dom Agustín de Rivas e sua esposa Dona Baltazara Sánchez, foram registrados como pais da criança. O menino seria enviado a Paris imediatamente, onde encontraria as outras duas filhas da rainha e do duque.
Sua meia-irmã Isabel foi coroada rainha aos treze anos de idade em 1843. Pouco tempo depois, Agustín foi nomeado duque de Tarancón, conde de San Agustín e visconde de Rostrollano. Estudou em Roma até aos treze anos de idade.

## Pretendente ao trono equatoriano
Em 1846, foi pretendente ao trono monárquico equatoriano em um projeto apresentado pelo então presidente desse país, Juan José Flores, a Maria Cristina de Bourbon. Este plano, de duas fases, consistia primeiro em declarar Agustín príncipe do Equador, regentado por sua mãe e, depois, restaurar a monarquia no Peru e Bolívia, fazendo dele o primeiro monarca de um hipotético "Reino Unido do Equador, Peru e Bolívia", com sede na cidade de Quito.

## Morte
Com o exílio imposto a sua mãe pelas Cortes espanholas, Agustín mudou-se com ela para a França, onde viveriam na cidade de Rueil-Malmaison, perto de Paris, estabelecendo-se no Château de Malmaison que anteriormente pertencia à Imperatriz Josefina. Ele morreu no mesmo palácio em 15 de julho de 1855, aos dezoito anos de idade, e foi enterrado no cemitério da cidade, onde sua mãe tinha um mausoléu erguido em memória dos três filhos que morreram antes dela.

## Honras
- Grã-Cruz da Ordem de São Gregório Magno[8] (Pontifícia)